# Runenstein von Södra Lunger

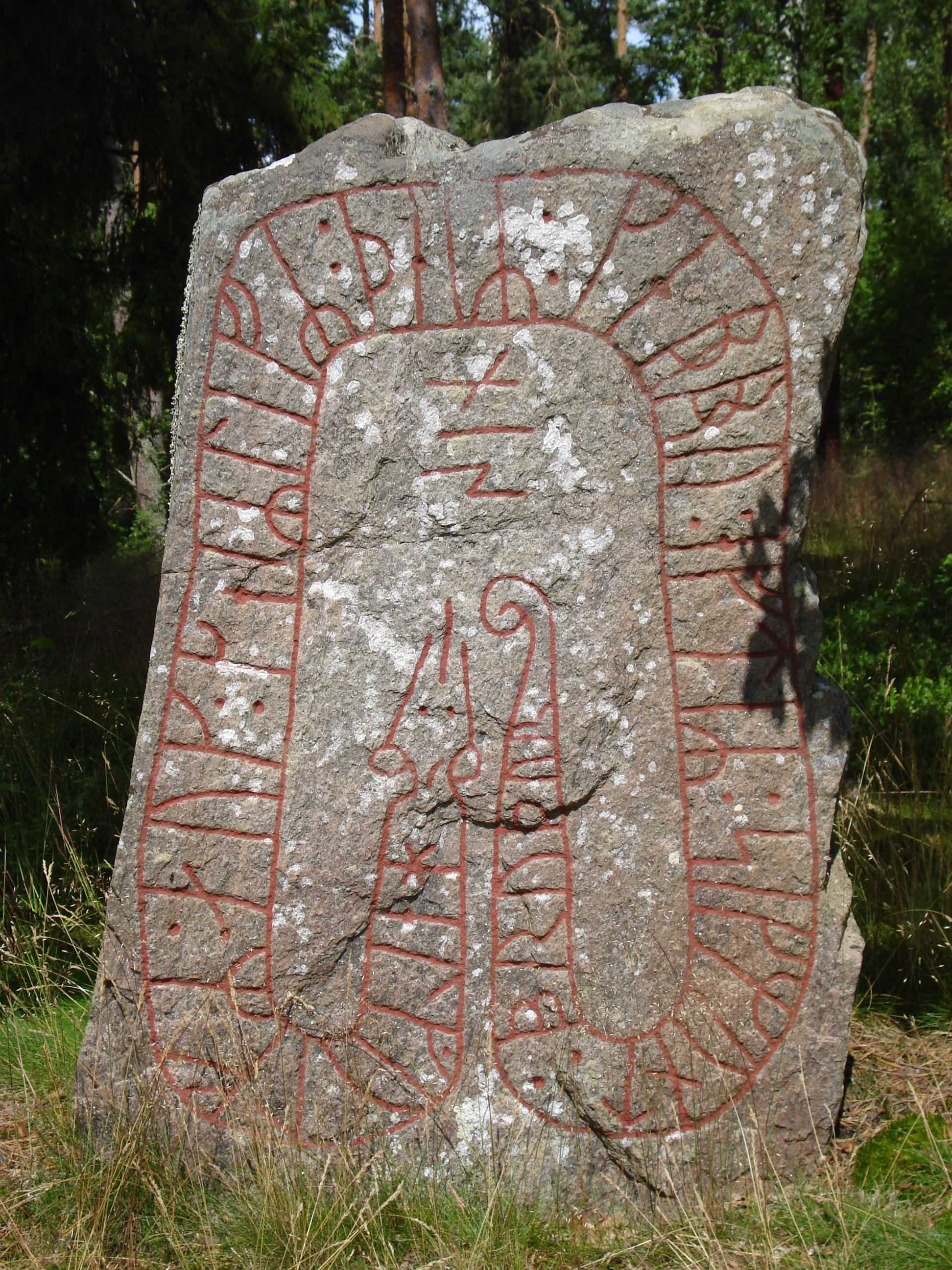
Runenstein von Södra Lunger

Der Runenstein von Södra Lunger (auch „Kung Sigges Sten“ – deutsch König Sigges Stein; Samnordisk runtextdatabas Nä 31 – Götlunda 51:2) steht südlich von Södra Lunger bei Götlunda in Närke in Schweden.
Der einfach gestaltete Runenstein aus dem 11. Jahrhundert steht mitten in einer eisenzeitlichen Schiffssetzung auf dem Gräberfeld Lungeråsen, auf dem Kamm des Lungeråsen. Entlang des Kammes verläuft eine Straße, die im Laufe der Zeit die Ostseite der Schiffssetzung beschädigte. Die Schäden an der Schiffssetzung wurden 1864 behoben.
Der Stein wurde erstmals 1667 in einem vom Pfarrer von Götlunda verfassten Bericht erwähnt. Er ist auch in einem Bericht von 1683 enthalten. Johan Göstaf Hallman (1701–1757) fertigte zu Beginn des 18. Jahrhunderts eine Zeichnung des Steins an, die in Johan Peringskiölds (1654–1720) Monumenta einging. Hallman notierte, dass die Bauern in der Nachbarschaft den Stein „Kung Sigges Stein“ nannten, was sich auf den Namen Sigmund auf dem Stein bezieht. Kung Sigges Stein ist aus rotgrauem Granit und 1,15 m hoch. Die Runenhöhe variiert zwischen 4,5 und 15,5 cm und die Runen sind tief geschnitten, gut erhalten und die Worte durch Doppelpunkte getrennt. Die Verzierung hat die Form einer Schlange, die in Vogelperspektive (schwedisch fågelperspektiv) zu sehen ist. Sie erinnert an den Åsbysten (Nä 15) auf der Südseite des Hjälmaren.
In Götlunda steht auch der Urvallasten (Nä 32 – Götlunda 58:1).

## Inschrift
Die Inschrift lautet:

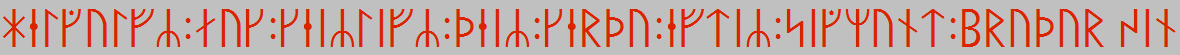
Inschrift

helgulfʀ : auk : keiʀlifʀ : þeiʀ : kerþu : eftiʀ : sigmunt : bruþur sin
„Helgulv und Gerlev machten (ein Denkmal?) für Sigmund, ihren Bruder.“
Die Namen Helgulv und Gerlev waren während der Wikingerzeit unüblich. Gerlev ist eine Zusammensetzung aus „keiR“ (Speer) und „lifR“ (Mann). Ungewöhnlich ist, dass der Name in der Mitte ein großes R enthält und nicht nur am Wortende.
Sune Lindqvist vertritt die Meinung, dass der Runenritzer nachträglich im Wort „kerþu“ die Buchstabenfolge „bru“ („Brücke“) ergänzt hat und bezieht dies auf eine von den Brüdern errichtete Landungsbrücke im Hjälmaren. Lindqvists Theorie wurde verworfen, die zu seiner Deutung führenden Linien werden als Fehlerkorrektur des Runenritzers interpretiert.